# El asesino del parking
El asesino del parking és una pel·lícula del 2006 dirigida per Isidro Ortiz que relata una sèrie de crims en uns pàrquings de Barcelona que fan sospitar d'un psicòpata… Les víctimes són assassinades a cops de martell.

## Argument
En un parking solitari entra un cotxe i en baixa una dona, que es dirigeix cap a la sortida. Sent uns passos a la seva esquena, però no els dona importància. Creua la porta que condueix a l'ascensor: Un home la segueix. Porta un martell a la mà. Hores més tard un equip d'investigadors, una forense i el cap del departament de policia científica, es posen en marxa. En un parking s'ha trobat el cadàver d'una dona amb el crani destrossat. El cap està tapat amb una bossa de plàstic i, al costat del cos, hi ha empremtes de trepitjades de sabatilles esportives i l'embolcall d'un caramel de menta...

## Repartiment
- Juana Acosta: Montse Baeza
- Armando Aguirre: Home gran
- Sandra Belles: Carmen Alcalde
- Natàlia Bernat: Secretària
- Paul Berrondo
- Carles Bigorra: Policia Hospital
- Jordi Boixaderas: Emilio Santos
- Georgina Cardona: Olga
- Antonio Castillo: Policia 3
- Xevi Corrales: Guàrdia de seguretat
- Ester Cort: Recepcionista
- Marisa Duaso: Dona Parking
- Juan Fernández: Tomás Oreiro
- Daniel Grao: Raúl Sanchís
- Andrés Herrera: Gustavo Ferrio

## Al voltant de la pel·lícula
Basada en fets reals protagonitzats per Juan José Pérez Rangel. Va ser finançada per Telecinco.